# Максимов, Иван Иванович
Иван Иванович Максимов (род. 24 июня 1973, Красноярск) — советский и российский игрок в хоккей с мячом, нападающий и полузащитник, тренер, заслуженный мастер спорта России (2002), четырехкратный чемпион мира. Главный тренер хоккейного клуба «Кузбасс» с июня 2025 года.

## Игровая карьера

### Клубная
Воспитанник красноярского хоккея с мячом. Начал играть в хоккей с мячом и футбол в 1983 году в детской команде «Рассвет», выступая за детско-юношеские команды «Енисея». В школе «Рассвета» его наставником был А. Н. Гуцик. Приглашался в возрасте 17 лет в футбольную команду мастеров, но сделал свой выбор в пользу хоккея с мячом.
С 1989 по 1992 год был игроком команды «Торпедо» (Сосновоборск), выступающей в первой лиге чемпионата СССР. В 1990 году стал бронзовым призёром Спартакиады народов СССР в составе сборной Красноярского края.
С 1992 по 2005 год в составе красноярского «Енисея». В 2001 году становится победителем чемпионата России, в ответном финальном матче забив решающий мяч на последних секундах в ворота архангельского «Водника» (и все четыре мяча своей команды в этом двухматчевом финальном противостоянии), а также лучшим бомбардиром чемпионата России по системе «гол плюс пас» (64 (43+21) очка). В 1997, 1998, 1999 годах побеждает в Кубке России. В 2001 году в составе клуба завоевал Кубок европейских чемпионов, в финальном матче турнира с командой «Вестерос» (3:2) отметившись двумя забитыми мячами, в том числе и победным. Несколько сезонов был капитаном «Енисея».
Сезон 2005/06 проводит в хабаровском «СКА-Нефтянике». По итогам сезона был признан лучшим игроком команды. Максимову принадлежал рекорд клуба по количеству мячей в одном чемпионате — 71 (в сезоне 2016/17 рекорд был побит Артёмом Бондаренко — 76). В том же сезоне установил рекорд чемпионатов России — 12 мячей в одной игре (29.01.2006 со «СКА-Забайкальцем»).

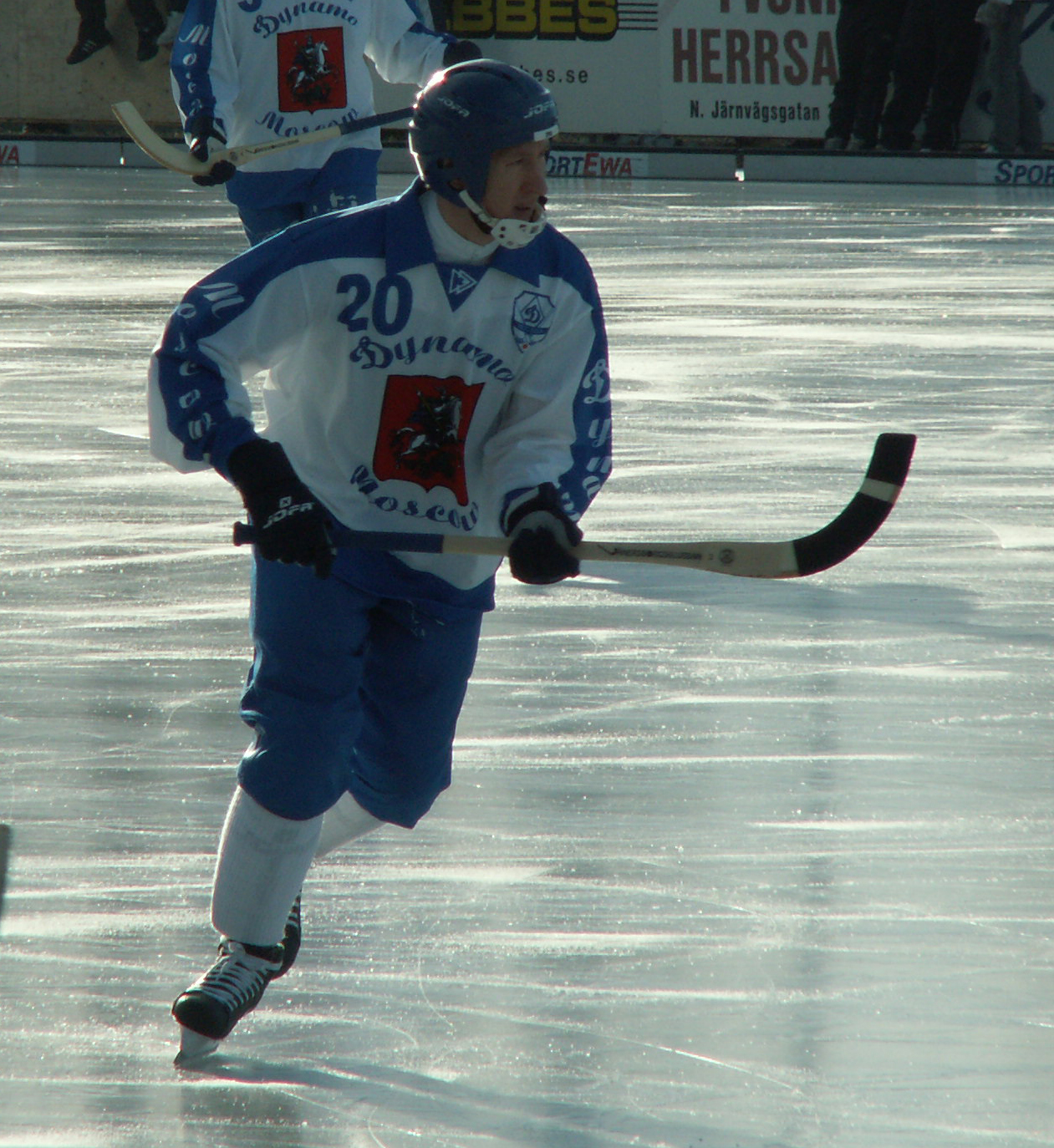
В составе московского «Динамо», 2007 год

Дальнейшая карьера связана с московским «Динамо», игроком которого Максимов был с апреля 2006 по ноябрь 2014 года. Выступая за «Динамо» восемь сезонов шесть раз побеждает в чемпионате России, пять раз в Кубке России, трижды — в Кубке европейских чемпионов, Кубке мира и Кубке чемпионов Эдсбюна, в сезоне 2006/07 — во всех клубных турнирах сезона, а также в составе сборной России на чемпионате мира 2007 года. В 2011 году был признан лучшим игроком чемпионата России сезона 2010/11, стал лучшим бомбардиром турнира (57 мячей).
В декабре 2014 года вновь становится игроком «Енисея». Завершил игровую карьеру в «Енисее», завоевав с командой золотые медали чемпионата России сезона 2014/15.

### Сборная России
В 1997 году получил приглашение в сборную России для участия в товарищеских матчах со сборной Швеции.
В 2001 году вновь получает вызов в национальную сборную. С 2001 по 2012 год принимает участие в десяти чемпионатах мира. В составе сборной России четыре раза становится чемпионом мира, пять раз — вице-чемпионом, один раз — бронзовым призёром.
В 2002 и 2010 годах побеждал в Международном турнире на призы Правительства России, серебряный призёр турнира 2000 года в составе сборной Татарстана, участник турнира 1998 года в составе второй сборной России.

### Тренерская карьера
В 2013 году окончил Высшую школу тренеров РГУФКСиТ.
В начале сезона 2014/15 был играющим тренером «Динамо».
По окончании сезона 2014/15 стал помощником Сергея Ломанова в тренерском штабе «Енисея». Перед сезоном 2018/19 возглавил красноярскую команду. В декабре 2018 года покинул пост главного тренера по собственному желанию.
С 2019 по 2022 год — главный тренер команды «Динамо-Крылатское», принимающей участие в первенстве России среди команд Высшей лиги.
На чемпионате мира 2020 года руководил сборной Латвии, проводившей свои матчи в группе «Б».
В июле 2021 года вошёл в Тренерский совет ФХМР.
В апреле 2022 года возглавил команду «Ак Барс — Динамо» (Казань), работая с командой в сезоне 2022/23.
В мае 2022 года вошёл тренерский штаб сборной России, который возглавил Ильяс Хандаев.
На прошедшем в Красноярске в сентябре 2022 года Кубке Енисейской Сибири руководил молодёжной сборной России, которая стала серебряным призёром турнира.
В апреле 2023 года назначен главным тренером «Водника». В марте 2024 года контракт Максимова с клубом был продлён ещё на один сезон. В мае 2025 года покинул пост главного тренера команды.
В июне 2025 года возглавил кемеровский «Кузбасс». 

## Достижения

### В качестве игрока
«Енисей»
 Чемпион России (2): 2000/01, 2014/15 

 Серебряный призёр чемпионата России (3): 1998/99, 1999/2000, 2002/03 

 Обладатель Кубка России (3): 1996/97, 1997/98, 1998/99 

 Финалист Кубка России: 2003/04 

 Бронзовый призёр Кубка России (2): 1999/2000, 2000/01 

 Обладатель Кубка европейских чемпионов: 2001 

 Финалист Кубка мира: 2000
«СКА-Нефтяник»
 Финалист Кубка чемпионов Эдсбюна: 2005
«Динамо» (Москва)
 Чемпион России (6): 2006/07, 2007/08, 2008/09, 2009/10, 2011/12, 2012/13 

 Серебряный призёр чемпионата России (2): 2010/11, 2013/14 

 Обладатель Кубка России (5): 2006, 2008, 2011 (весна), 2011 (осень), 2012 

 Бронзовый призёр Кубка России: 2009 

 Обладатель Суперкубка России (2): 2013 (весна), 2013 (осень) 

 Обладатель Кубка европейских чемпионов (3): 2006, 2008, 2009 

 Финалист Кубка европейских чемпионов: 2007 

 Обладатель Кубка мира (3): 2006, 2007, 2013 

 Обладатель Кубка чемпионов Эдсбюна (3): 2006, 2008, 2013 

 Финалист Кубка чемпионов Эдсбюна (2): 2010, 2014
Сборная России
 Чемпион мира (4): 2001, 2007, 2008, 2011

 Серебряный призёр чемпионата мира (5): 2003, 2005, 2009, 2010, 2012 

 Бронзовый призёр чемпионата мира: 2004 

 Победитель Международного турнира на призы Правительства России (2): 2002, 2010 

 Серебряный призёр Международного турнира на призы Правительства России: 2000 (в составе сборной Татарстана) 

 Бронзовый призёр Кубка губернатора Московской области: 2003

### В качестве тренера
Серебряный призёр чемпионата России (2): 2023/24, 2024/25 

 Финалист Кубка России: 2024 

 Обладатель Суперкубка России: 2025

### Личные
- В списке 22-х лучших игроков сезона (16): 1997—2012
- Лучший нападающий сезона: 2001
- Лучший игрок чемпионата России: 2011
- Лучший бомбардир чемпионата России: 2011 (57 мячей)
- Лучший бомбардир чемпионата России по системе «гол плюс пас»: 2001 (64 (43+21) очка)
- Лучший бомбардир Кубка европейских чемпионов: 2001 (6 мячей[c])[46]
- Символическая сборная чемпионата мира: 2004
- Символическая сборная Кубка мира (2): 2000, 2005
- Обладатель рекорда результативности чемпионатов России в одном матче: 12 мячей (29.01.2006 со «СКА-Забайкальцем»)
- Лучший игрок «СКА-Нефтяника»: 2006

## Личная жизнь
Жена — тележурналистка Ольга Кокорекина, в декабре 2013 года у пары родилась дочь Анастасия. От первого брака два сына — Алексей и Даниил.
В сентябре 2022 года, в связи с проходящей в стране частичной мобилизацией, получил повестку в военкомат, где после сверки документов ему сообщили, что он не подлежит призыву на военную службу.

### Комментарии
1. ↑  Количество игр и голов за клуб(ы) в высшем дивизионе чемпионатов СССР/СНГ/России
2. ↑  Результативные передачи
3. ↑  Наряду с М. Карлссоном («Вестерос») и С. Нисканеном (ОЛС)